# Nhiễm trichomonas
Nhiễm trichomonas là một bệnh truyền nhiễm do ký sinh trùng Trichomonas vaginalis gây ra. Khoảng 70% phụ nữ và nam giới không có triệu chứng khi bị nhiễm bệnh. Khi các triệu chứng xảy ra, chúng thường bắt đầu từ 5 đến 28 ngày sau khi phơi nhiễm. Các triệu chứng có thể bao gồm ngứa vùng sinh dục, tiết ra khí hư có mùi hôi,  cảm giác bỏng khi tiểu tiện, và đau khi quan hệ tình dục. Nhiễm bệnh này làm tăng nguy cơ mắc bệnh HIV/AIDS. Nó cũng có thể gây ra biến chứng khi thai nghén.
Nhiễm trrichomonas là một bệnh lây truyền qua đường tình dục, thường lây lan qua quan hệ tình dục qua âm đạo, qua miệng hoặc hậu môn. Nó cũng có thể lây lan qua việc sờ mó bộ phận sinh dục. Những người bị nhiễm bệnh có thể lây lan bệnh ngay cả khi triệu chứng không có. Chẩn đoán bằng cách tìm ký sinh trùng trong dịch âm đạo sử dụng kính hiển vi,Nuôi âm đạo hoặc nước tiểu, hoặc xét nghiệm DNA của ký sinh trùng. Nếu có bệnh thì việc kiểm tra các bệnh lây truyền qua đường tình dục khác cần được thực hiện.
Phương pháp phòng ngừa bao gồm không quan hệ tình dục, sử dụng bao cao su, không douching, và phải kiểm tra bệnh lây nhiễm tình dục trước khi quan hệ tình dục với một bạn tình mới. Trichomonas có thể chữa bằng kháng sinh, hoặc metronidazole hoặc tinidazole. Bạn tình cũng cần chữa bằng các thuốc trên. Khoảng 20% số người bị nhiễm bệnh lại sau 3 tháng điều trị.
Có khoảng 58 triệu ca nhiễm bệnh này trong năm 2013. Tại Hoa Kỳ có khoảng 2 triệu phụ nữ mắc bệnh, với tỷ lệ nữ mắc nhiều hơn nam. Trichomonas vaginalis được Alfred Donné phát hiện năm 1836, và được khẳng định là nguyên nhân gây bệnh này năm 1916.